# Cratere Leakey
Leakey è un cratere lunare di 12,48 km situato nella parte sud-orientale della faccia visibile della Luna.